# Yeşilören, Tekman
Yeşilören là một xã thuộc huyện Tekman, tỉnh Erzurum, Thổ Nhĩ Kỳ. Dân số thời điểm năm 2011 là 115 người.